# Yemen TV
Yemen TV (arabe : قناة اليمن الفضائية) est une des trois chaînes de télévision publiques yéménites. Née en 1996, cette chaîne appartenant à la Corporation générale de la radio et de la télévision du Yémen se veut une vitrine du pays et est essentiellement diffusée par satellite ainsi que sur certains réseaux câblés (Proche et Moyen-Orient, Afrique du Nord, Europe, Amérique du Nord). 
Yemen TV reprend une sélection de programmes issus de Yemen TV1 et de Yemen TV2, les deux chaînes publiques émises par voie hertzienne. Chaîne de format généraliste, émettant 24 heures sur 24, elle diffuse de nombreuses séries arabes, des documentaires, des bulletins d'information, des dessins animés, des émissions religieuses, des variétés et des programmes spécifiques consacrés à certaines professions (armée, police, forces de sécurité). Les actions du chef de l'état bénéficient d'une couverture importante, de même que les grands événements (visites officielles, défilés et cérémonies militaires).
Après la prise de Sanaa par les Houthis, le directeur de la chaîne présenta sa démission.
Dans le cadre de la guerre civile yéménite, deux versions de la chaîne sont diffusées dans deux canaux différents. La première est pro-Houthis et émet depuis Sanaa alors que la seconde est pro-Abdrabbo Mansour Hadi et émet depuis Riyad.
Le 9 décembre 2017, la coalition a visé le siège de la chaîne, faisant quatre morts.